# Oberhänsli
Die Maschinenfabrik F. Oberhänsli & Cie. war eine österreichische Maschinenfabrik und Eisengießerei aus Lochau bei Bregenz und machte sich früh um den Einsatz von Dieselmotoren im Straßenverkehr verdient.

## Geschichte
Die Firma wurde 1908 vom gebürtigen Schweizer Ingenieur Friedrich Oberhänsli in Bregenz gegründet und bezog 1911 in Lochau ein größeres und später mehrfach erweitertes Firmengelände.
Von Anfang an beschäftigte sich Oberhänsli in seinem Unternehmen mit der Konstruktion und Fertigung von Dieselmotoren, diese wurden vom Erzeuger stets als „Rohölmotore“ bezeichnet. Der Schweizer Firmeninhaber hatte den Standort im damaligen Österreich-Ungarn aufgrund der besseren Wirtschaftsbedingungen und vor allem dem leichteren Zugang zum galizischen Rohöl gewählt. Nach dem Ausscheiden des Gesellschafters Henry Deutsch wurde Oberhänsli Anfang 1915 Alleininhaber der Firma, welche damals als „F. Oberhänsli & C. - Maschinenbau-Werkstätte und Konstruktionsbureau“ firmierte.
Besonders in den 1930ern konnte die Firma Oberhänsli & Cie. durch die von ihr zur Serienreife gebrachten Fahrzeug-Dieselmotoren großes internationales Renommee erringen. Friedrich Oberhänsli machte sich besonders um das Einspritzverfahren bemüht, gemeinsam mit Robert Bosch entwickelte er die erste Einspritzpumpe mit Vakuum-Regelung. In den Jahren 1929 bis 1931 wurden verschiedene Patente für die Wirbelkammereinspritzung erteilt. Der Brennraum der mit Glühkerzen gezündeten Oberhänsli-Dieselmotoren war als Kugelpfanne ausgebildet und stellte gewissermaßen einen Kombination aus Wirbelkammer- und Glühkopfmotor dar.
Zu den internationalen Lizenznehmern Oberhänslis gehörten die VOMAG im sächsischen Plauen und Peugeot in Frankreich. Oberhänsli-Dieselmotore wurden u. a. in Lastwagen und Autobussen des Wiener Nutzfahrzeugherstellers A. Fross-Büssing eingebaut. 1935 machte das Unternehmen mit einem für den Einbau in Pkw geeigneten 2,2-Liter-Vierzylindermotor auf sich aufmerksam, 1937 konnte ein Reihensechszylinder mit 50 PS bei 2600/min vorgestellt werden.
Im Jahr 1939 wurden „Oberhänsli-Rohölmotoren“ mit einem bis sechs Zylindern und Leistungen von zwei bis 120 PS „für ortsfesten Antrieb sowie Einbau in alle möglichen Arbeitsmaschinen und Fahrzeuge“ erzeugt. Die Motoren kamen auch bei Kompressoren, elektrischen Aggregaten, Straßenwalzen und Baumaschinen zum Einsatz. Höhepunkt dürfte die Nachrüstung der Austro-Daimler-Schnelltriebwagen BBÖ VT 63 mit je zwei 100 PS starken Reihensechszylindern der Type 6N11 gewesen sein, die Motoren bewährten sich im Gegensatz zur filigranen Konstruktion des Fahrzeuges sehr gut.
Neben der Motorenerzeugung wurde bei Oberhänsli & Cie. stets eine Gießerei betrieben, die Guss in Eisen und Aluminium „für alle Zwecke“ und „nach eigenen und fremden Modellen in hervorragender Beschaffenheit“ anbot.
1941 wird F. Oberhänsli & Cie. aufgrund der nationalsozialistischen Rüstungspolitik Teil der Bayerischen Leichtmetallwerke (BLW), Firmeninhaber Friedrich Oberhänsli musste 1942 zwangsweise in die Schweiz zurückgehen. Die BLW fertigten am Standort Lochau Ventilstößel für Flugmotoren von BMW, Daimler und Junkers, dabei kamen hunderte Zwangsarbeiter aus dem KZ-Außenlager Lochau zum Einsatz, welches am Firmengelände untergebracht war.
Friedrich Oberhänsli gründete vermutlich schon in der Zwischenkriegszeit in Hinwil bei Zürich ein Schwesterunternehmen zur Konstruktion und dem Bau von Dieselmotoren, die späteren Konstruktionen entsprachen weitgehend denen vor dem Krieg.